# Joe Lhota

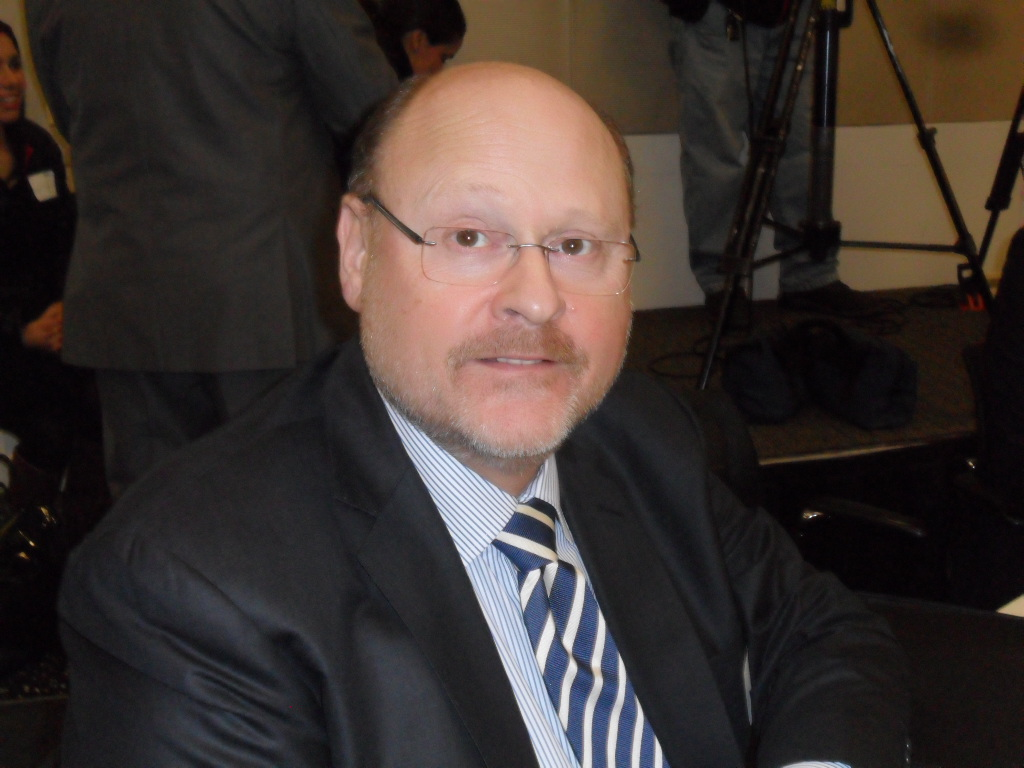
Joe Lhota (2010)

Joseph J. Lhota (* 7. Oktober 1954 in der Bronx, New York City, New York) ist ein US-amerikanischer Politiker, öffentlicher Bediensteter, Lobbyist und ehemaliger Investmentbanker.
Lhota war unter Rudy Giuliani stellvertretender Bürgermeister von New York City. Im Jahr 2013 war er Kandidat der Republikanischen Partei für das Amt des Mayors von New York City, wobei er im Hauptwahlgang dem Demokraten Bill de Blasio mit 24,3 % der abgegebenen Stimmen unterlag.
Lhota hielt zeitgleich mit leitenden Tätigkeiten als öffentlicher Bediensteter Posten in Leitungs- und Aufsichtsgremien privater oder halbstaatlicher Unternehmen in New York City und auf Long Island. Er wurde auf dieser Basis von der New York Times als Powerbroker, der im Hintergrund vernetzt Macht ausübt, bezeichnet.

## Leben
Joe Lhota wurde in der Bronx geboren. Seine Eltern waren Jackie Lhota und Joseph Lhota, ein Polizeibeamter. Später zog die Familie in den Vorort Lindenhurst (New York).
Verheiratet ist Joe Lhota mit Tamra Roberts Lhota. Das Paar hatte sich in Washington, D.C. kennengelernt, hat ein gemeinsames Kind und lebt im New Yorker Stadtteil Brooklyn Heights.

## Ausbildung und Beruf
Als erstes Mitglied seiner Familie ging er zur Universität. Er schloss die McDonough School of Business der Georgetown University 1976 mit einem Diplom in Betriebswirtschaftslehre ab. Danach arbeitete für Arthur Andersen & Co. in Washington, D.C. und spezialisierte sich auf das Gesundheitsfinanzwesen. Nach zwei Jahren bei dem Wirtschaftsprüfungsunternehmen besuchte er die Harvard Business School und schloss 1980 mit einem Master of Business Administration ab. Damit kehrte er nach New York zurück und arbeitete vierzehn Jahre lang als Investmentbanker bei First Boston und Paine Webber. Er spezialisierte sich auf das Öffentliche Haushaltswesen.
Ab 2002 war er in der Medien- und Telekommunikationsbranche tätig und wurde Executive Vice President von Cablevision und des New Yorker Glasfasernetz-Anbieters Lightpath. Im Jahr 2010 wurde er als Executive Vice President Mitglied der Geschäftsleitung und Verwaltungschef der The Madison Square Garden Company, einem Medienunternehmen der Sport- und Veranstaltungsbranche im Umfeld der Mehrzweckarena Madison Square Garden. Das Unternehmen gehört als MSG Networks der ehemaligen Firma Cablevision und wurde 2016 an Altice USA verkauft. Ab 2014 saß er im Board of Directors der damaligen Cablevision und war Vorsitzender deren Audit Committees. Im Jahr 2016 wurde Lhota freies Mitglied des Board of Directors und des Audit Committee von MSG Networks.
Von 2002 bis 2015 saß Lhota im Board of Directors der First Aviation Services Inc., ehe diese im Jahr 2015 in ein privat gehaltenes Unternehmen umgewandelt wurde.
Nach seiner Bürgermeisterkandidatur 2013 wurde Lhota hauptberuflich Senior Vice President, Vizedekan und Stabschef des New Yorker Universitätsklinikums NYU Langone Medical Center, dem Lehrkrankenhaus der New York University, mit den Aufgabenfeldern Regierungskontakte, Notfall- und Geschäftsplanung.

## Öffentliche Ämter

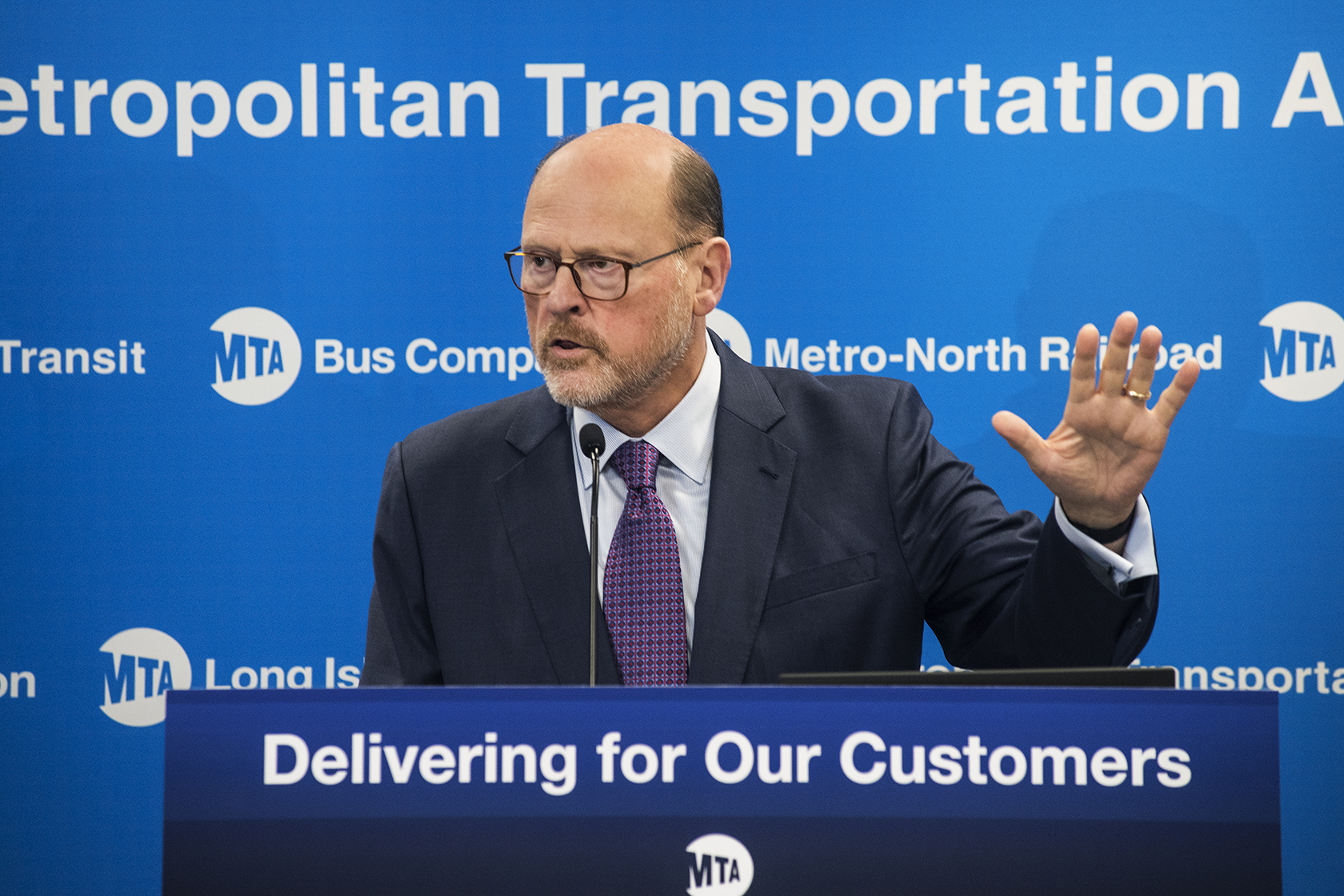
Joe Lhota während seiner zweiten Amtszeit als Vorsitzender der MTA (2017)

Unter Gouverneur Andrew Cuomo war Lhota 2012 Vorsitzender des Board of Directors der Metropolitan Transportation Authority (MTA). Er gewann an öffentlichem Profil, als ihm die Wiederherstellung des Verkehrsnetzes nach den Zerstörungen durch Hurrikan Sandy angerechnet wurde. Daraufhin gab er 2013 die Position bei der MTA auf, um sich auf seinen Wahlkampf um das Amt des Mayors zu konzentrieren.
Als sich Probleme bei der MTA offenbarten, bestellte ihn Cuomo von 2017 bis 2018 ein zweites Mal zum Vorsitzenden der MTA. Dabei leitete an seiner statt die Übergangs-CEO Veronique Hakim, eigentlich zu der Zeit Präsidentin der New York City Transit Authority, das Tagesgeschäft. Lhota trat nach weniger als einem Jahr im Amt zurück, wobei er in einem Brief an Cuomo Interessenkonflikte in Bezug auf seine Position im Board des Madison Square Garden angab. Die geschäftliche Entwicklung der Mehrzweckarena ist direkt mit Entscheidungen der MTA über einen möglichen Umbau des Bahnhofs Pennsylvania Station verknüpft, über dessen Bahnsteigbereich sie seit 1968 steht.

## Politik
Lhota trat während der Amtszeit Donald J. Trumps, des 45. Präsidenten der Vereinigten Staaten, aus der Republikanischen Partei aus und gab 2021 bekannt, der Demokratischen Partei beigetreten zu sein. Im Wahlkampf 2020 um das Amt des Präsidenten der Vereinigten Staaten unterstützte er Joseph R. Biden. Im Wahlkampf 2021 um das Amt des Mayors von New York City favorisierte er die Kandidatin Kathryn Garcia, die in den parteiinternen Vorwahlen dem letztlich zum Mayor gewählten Eric Adams unterlag.